# Erannis subalpinaria
Erannis subalpinaria là một loài bướm đêm trong họ Geometridae.